# Сергеевка (Калачинский район)
Сергеевка — деревня в Калачинском районе Омской области России. Входит в состав Лагушинского сельского поселения.

## История
Основана в 1913 году. В 1928 г. посёлок Сергеевский состоял из 36 хозяйств, основное население — русские. В составе Лагушинского сельсовета Калачинского района Омского округа Сибирского края.

## Население
| 2002 | 2010 |
| ---- | ---- |
| 100  | ↘46  |